# Dasharatha

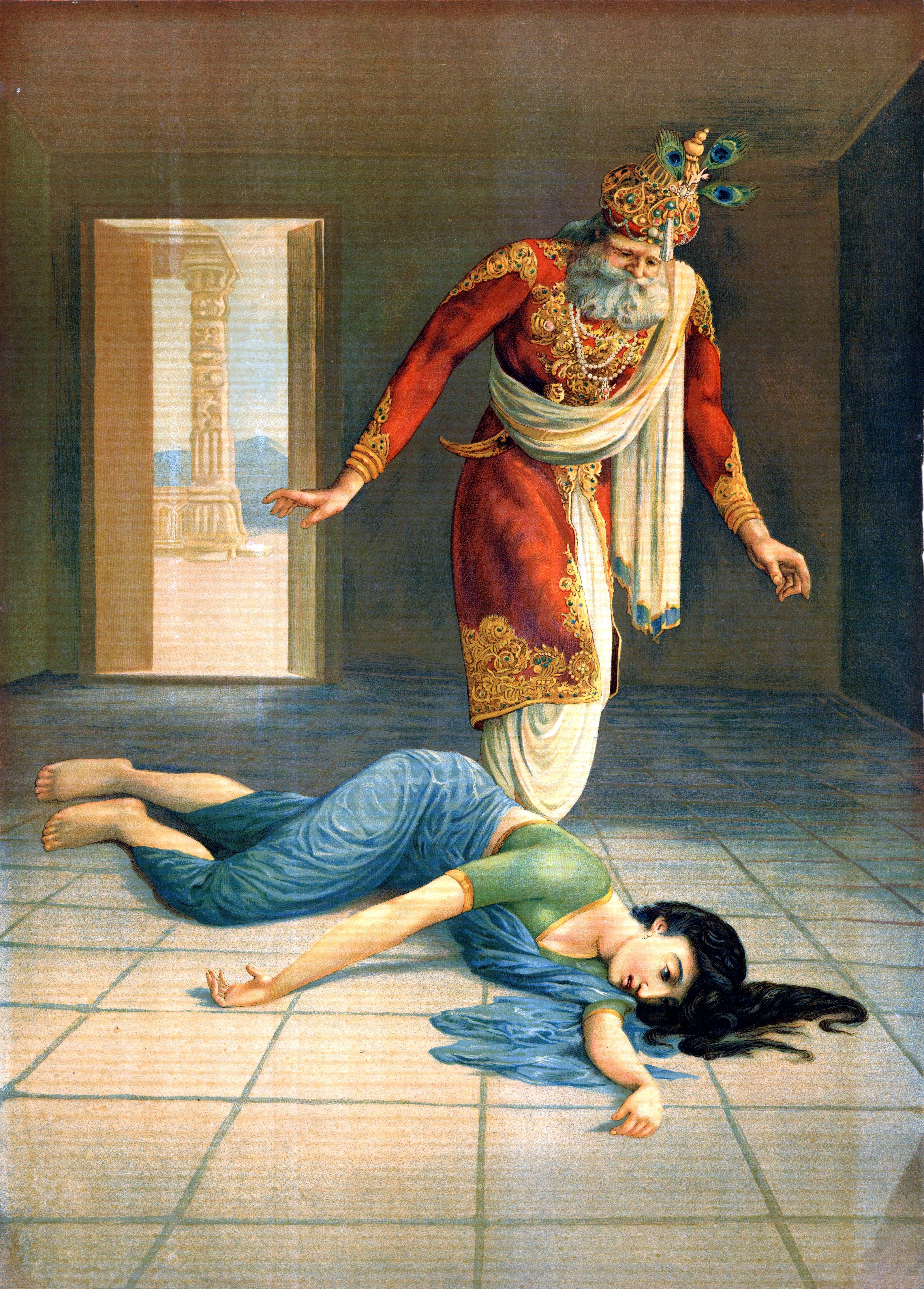
Kaikeyi exige que Dasharatha bannisse Rama d'Ayodhya (peinture de Ravi Varmâ, vers 1895).

Dasharatha-(Nemi) (sanskrit : दशरथ, IAST Daśaratha) est, selon le Ramayana, le roi d'Ayodhya, père du prince Rāma, le personnage principal de cette épopée. Membre de la dynastie solaire Ikshavu (en) (ou Suryavamsha ou Raghuvaṃśa), il est le petit-fils de l'empereur Raghu et le fils du roi Aja (en) et de la reine Indumati. Il a quatre fils, issus de trois épouses différentes : la première, Kausalya (en), lui donne Râma, la deuxième, Sumitra (en) lui donne des jumeaux, Lakshmana et Shatrughna, et la troisième, Kaikeyi, lui donne Bharata.

## Autres noms
Dasharatha est appelé en indonésien Dhasarata, en tibétain classique ཤིང་རྟ་བཅུ་པ, en khmer Dasarath, en malais Dasarata, en birman Dasagiri, en thaï du Nord Dattaratthah, en thaï Thotsorot, en lao Thotarot, en chinois : 十车王, en tamoul Tacaratan et en télougou : దశరథ, Daśaratha [?],.

## Rôle dans leRamayana

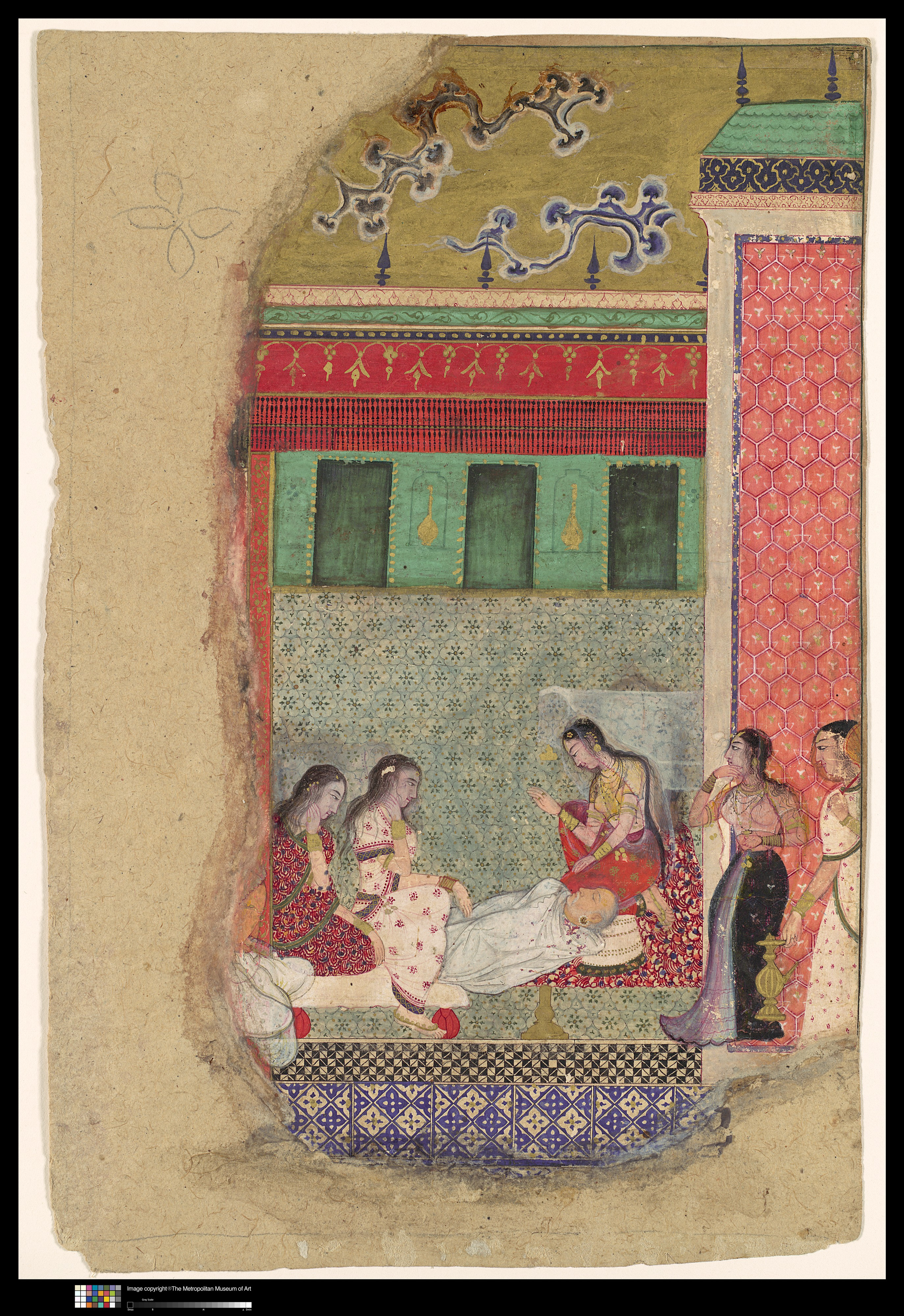
La mort de Dasharatha, aquarelle et or sur papier, vers 1605.

Dans le Ramayana, Dasharatha est victime des manigances de sa troisième épouse, Kaikeyi, à laquelle il avait promis de réaliser deux vœux : celle-ci exige qu'il exile pour 14 ans son héritier légitime, Râma, et mette sur le trône son propre fils Bharata. Râma s'exile dans la forêt en compagnie de son frère Lakshmana et de son épouse Sītā (c'est à cette occasion que Sītā est enlevée par le démon Ravana, ressort principal de l'épopée).
Dasharatha se rappelle alors avoir tué par accident dans sa jeunesse un jeune garçon à la chasse. Comme il le rapportait à ses vieux parents aveugles, ceux-ci avaient proféré contre lui une malédiction, le condamnant à mourir de la perte de son fils, comme ils mouraient eux-mêmes de la perte du leur. Après avoir fait ce récit à son épouse Kausalya (en), Dasharatha meurt de chagrin durant la nuit.